# Filiberto Manzo
Filiberto Manzo Hernández (Morelia, 29 aprile 1930 – Cuajimalpa de Morelos, 20 maggio 1996) è stato un cestista messicano.

## Carriera
Con il Messico ha disputato i Giochi olimpici di Helsinki 1952, segnando 23 punti in 3 partite, e i Campionati mondiali del 1959.